# JR Bus

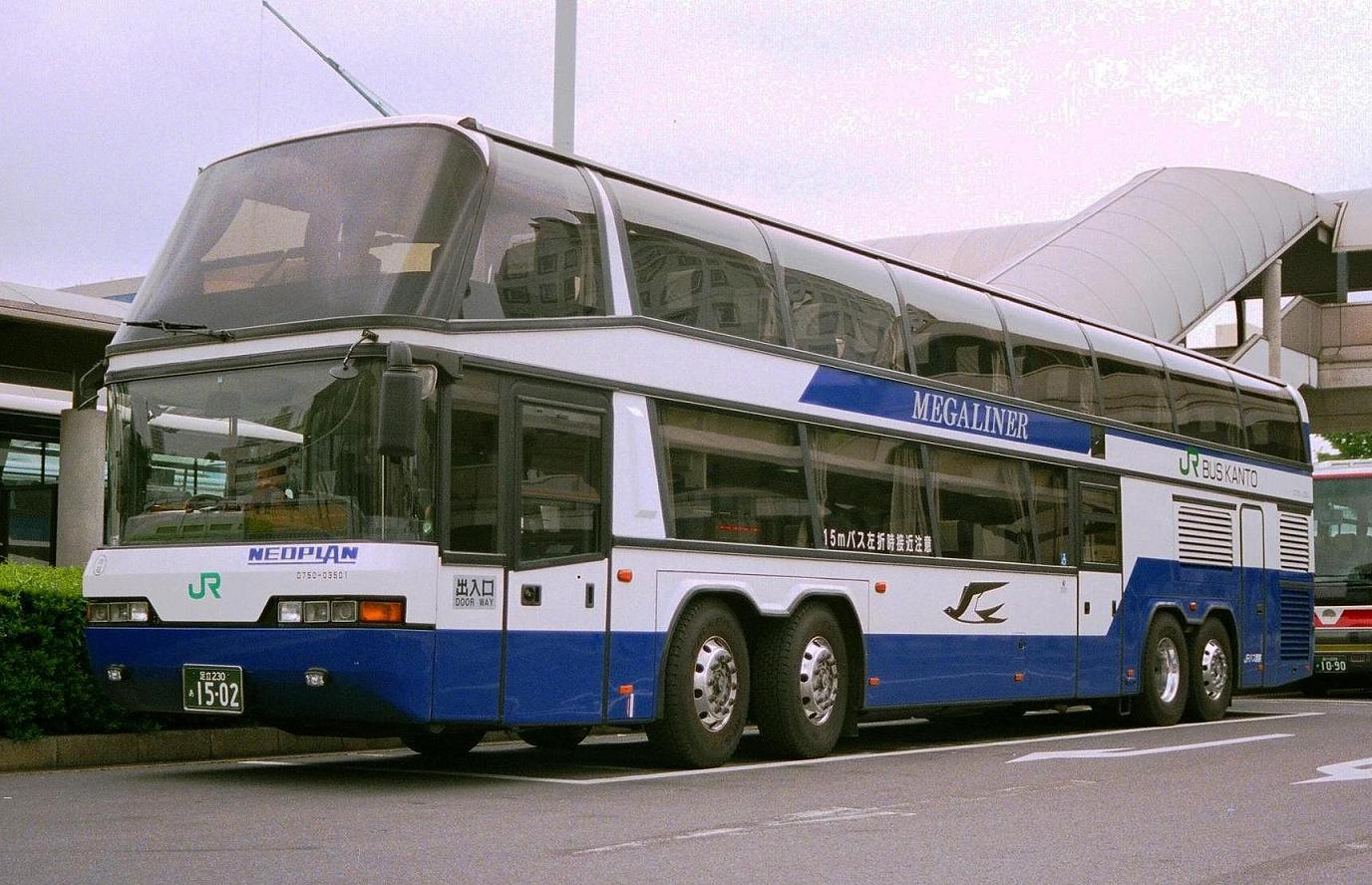
Neoplan do JR Bus Kanto vận hành

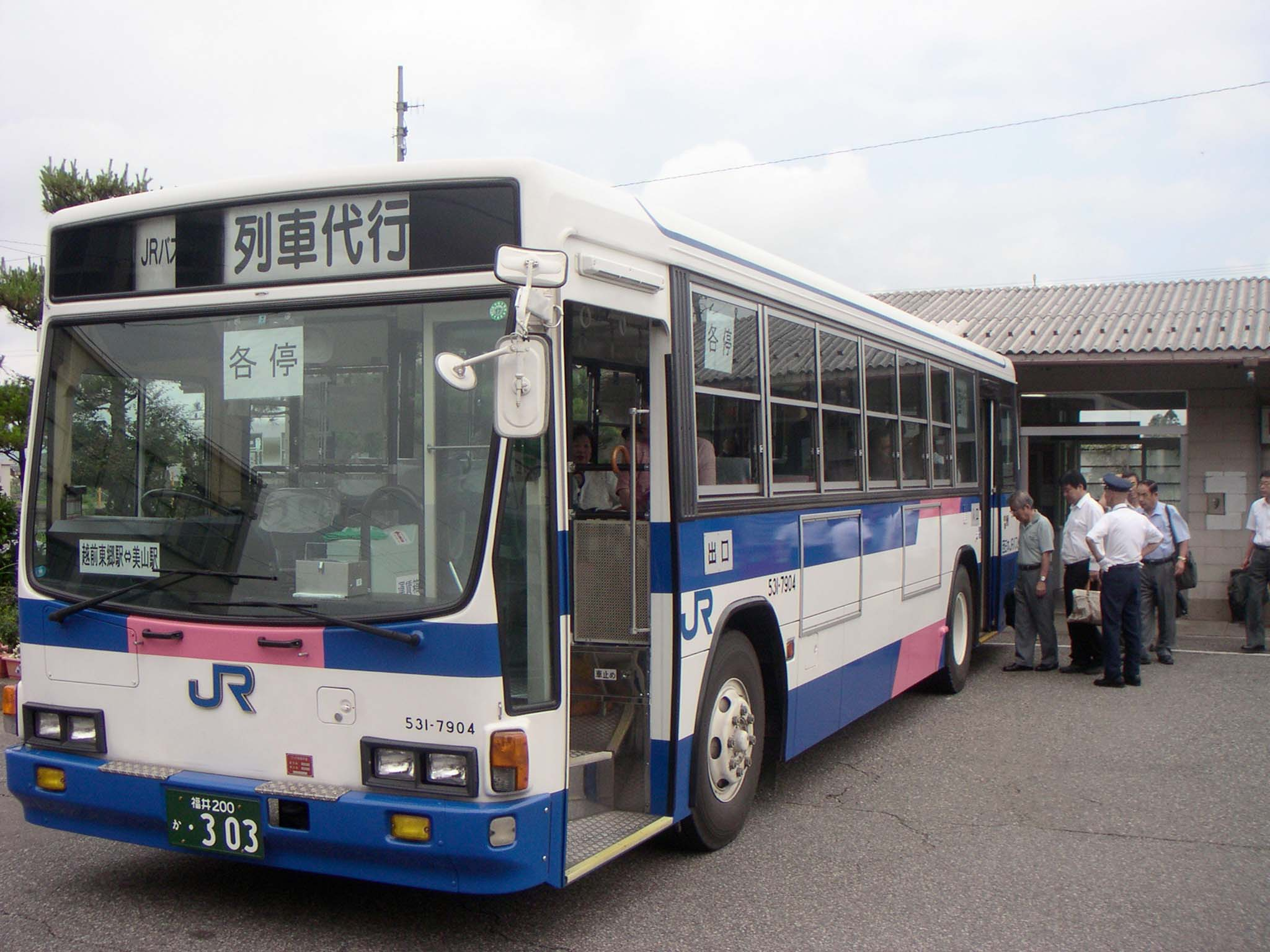
Xe buýt thay thế cho tuyến đường sắt Etsumi North tạm thời bị đình chỉ do West JR Bus điều hành

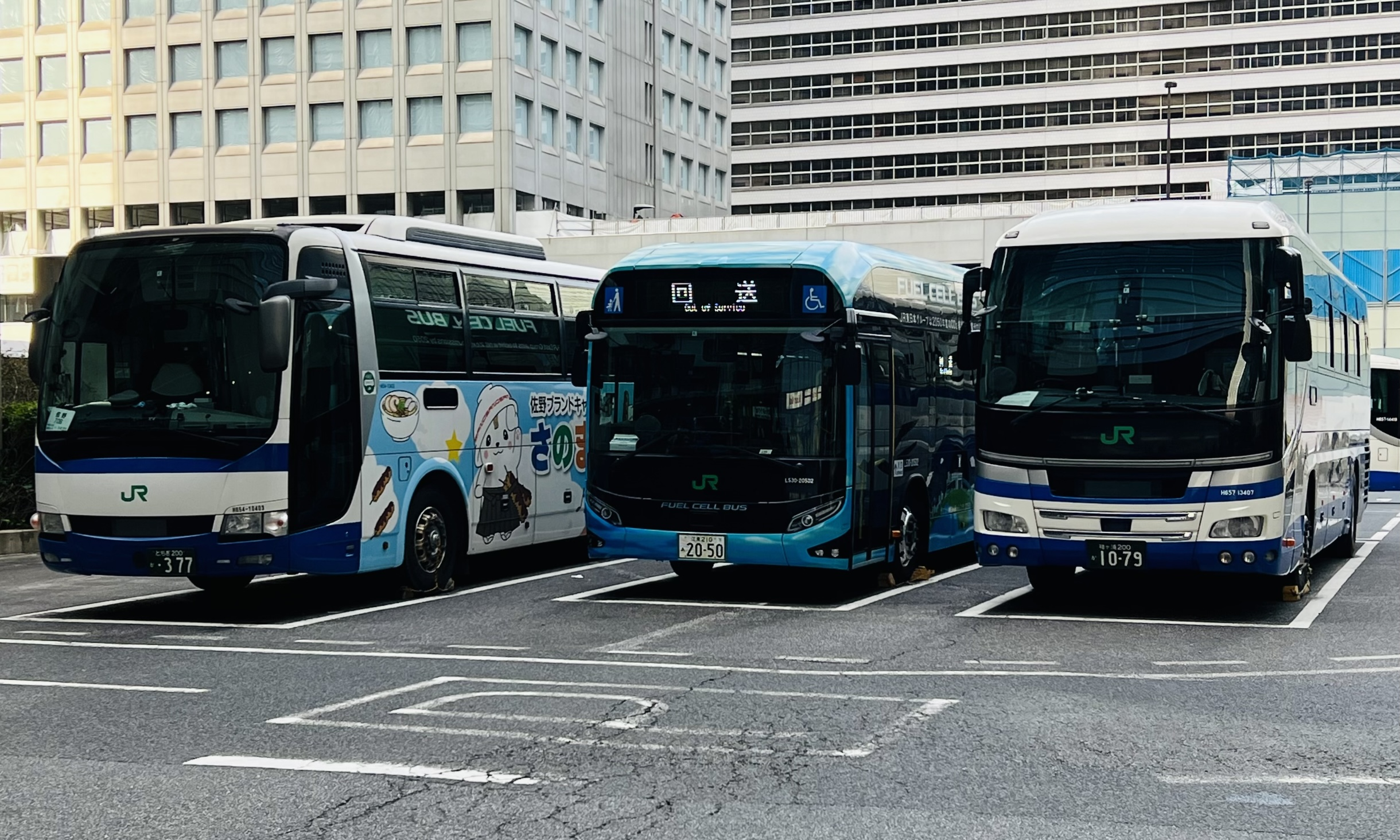
Một số xe buýt do JR Bus Kanto điều hành đỗ tại Ga Tokyo vào tháng 11 năm 2022

JR Bus dùng để chỉ chung hoạt động xe buýt của các công ty thuộc Hãng Đường sắt Nhật Bản (JR Group) tại Nhật Bản. JR Bus được điều hành bởi tám công ty đường sắt khu vực, mỗi công ty thuộc sở hữu của một công ty đường sắt JR. Các công ty xe buýt JR cung cấp dịch vụ xe buýt trong khu vực, đường dài và hợp đồng.

## Danh sách các công ty
| Công ty xe buýt           | Khu vực hoạt động          | Công ty mẹ                    |
| ------------------------- | -------------------------- | ----------------------------- |
| JR Hokkaido Bus Company   | Vùng Hokkaidō              | Hokkaido Railway Company      |
| JR Bus Tohoku Company     | Vùng Tōhoku                | East Japan Railway Company    |
| JR Bus Kanto Company      | Vùng Kantō                 | East Japan Railway Company    |
| JR Tokai Bus Company      | Vùng Tōkai                 | Central Japan Railway Company |
| West Japan JR Bus Company | Vùng Hokuriku, Vùng Kansai | West Japan Railway Company    |
| Chugoku JR Bus Company    | Vùng Chūgoku               | West Japan Railway Company    |
| JR Shikoku Bus Company    | Vùng Shikoku               | Shikoku Railway Company       |
| JR Kyushu Bus Company     | Vùng Kyūshū                | Kyushu Railway Company        |

## Lịch sử
Bộ Đường sắt Nhật Bản bắt đầu vận hành tuyến xe buýt đầu tiên tại tỉnh Aichi vào năm 1930 và sau đó dần dần mở rộng các tuyến xe buýt mới. Đường sắt Quốc gia Nhật Bản (JNR), là công ty đại chúng được thành lập vào năm 1949, đã kế thừa các hoạt động xe buýt, sau đó được gọi là Kokutetsu Bus hoặc JNR Bus. Đến năm 1987, JNR được tách ra thành các công ty đường sắt khu vực cùng với các hoạt động xe buýt. Các công ty JR sau đó đã tách hoạt động xe buýt của họ thành các công ty con vào năm 1988 (JR East, JR Central, JR West), 2000 (JR Hokkaido), 2001 (JR Kyushu) và 2004 (JR Shikoku).

## Ví dụ về các phương tiện

### Phương tiện chạy tại tuyến đường khu vực

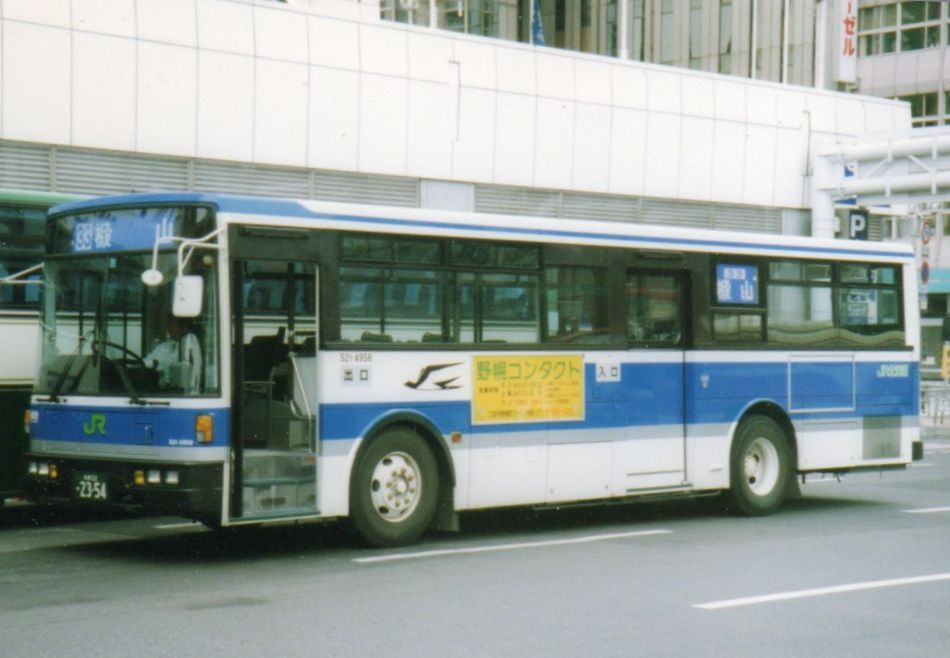
JR Hokkaidō bus 521-4956
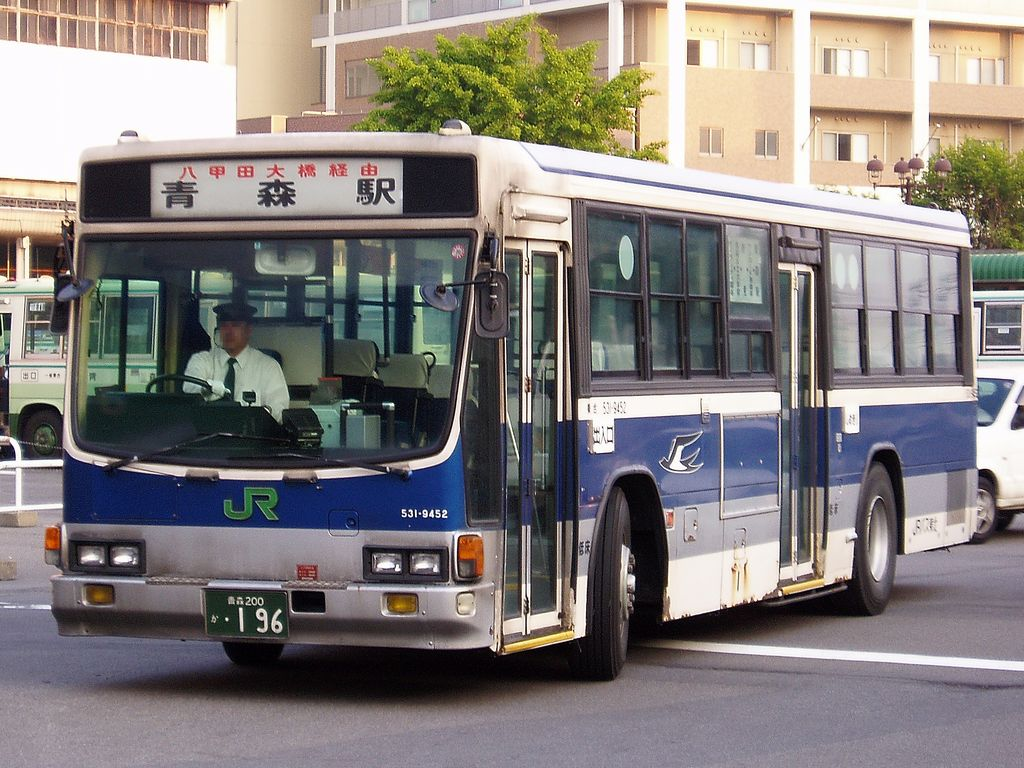
JR Bus Tohoku 531-9452
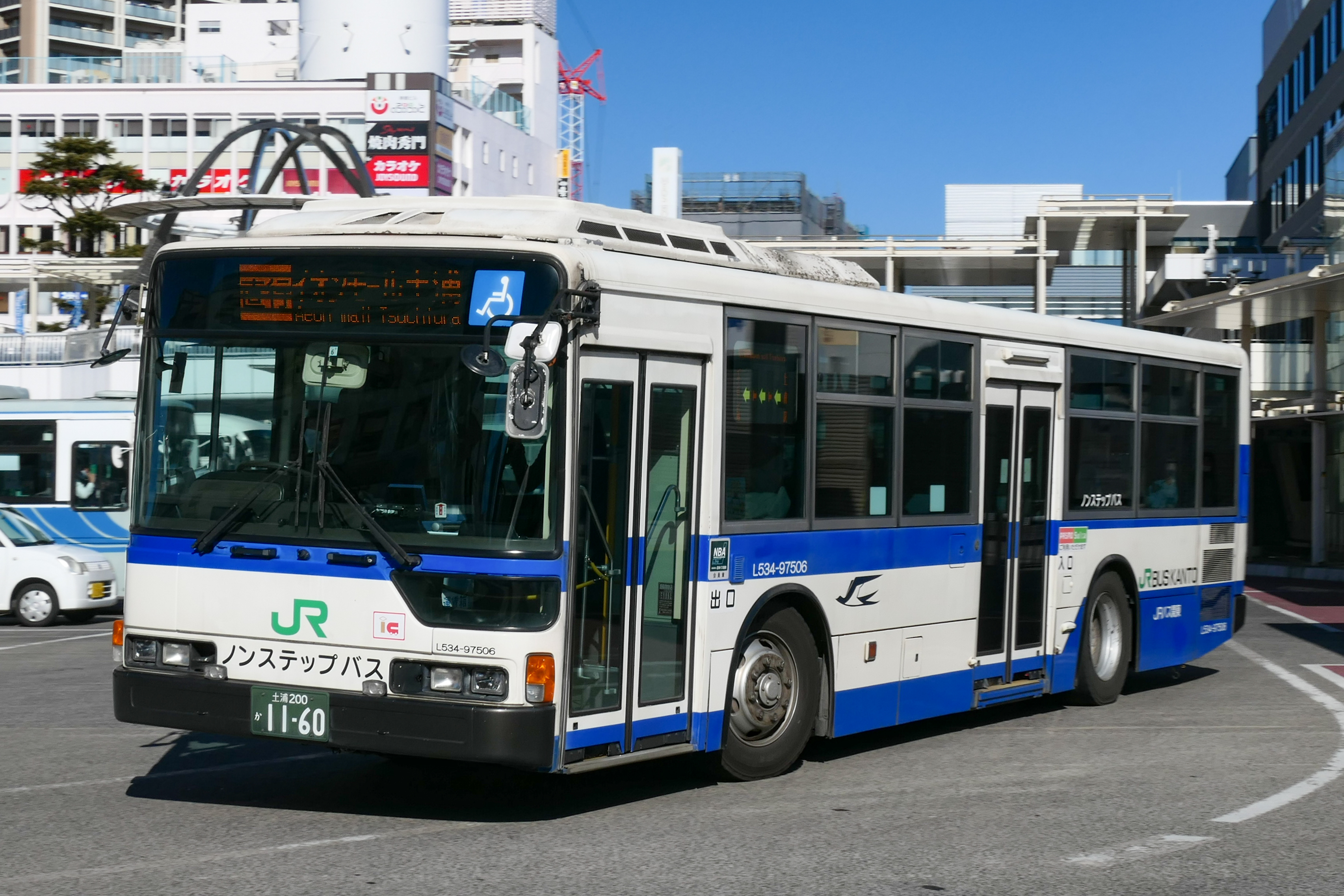
JR Bus Kanto L534-97506
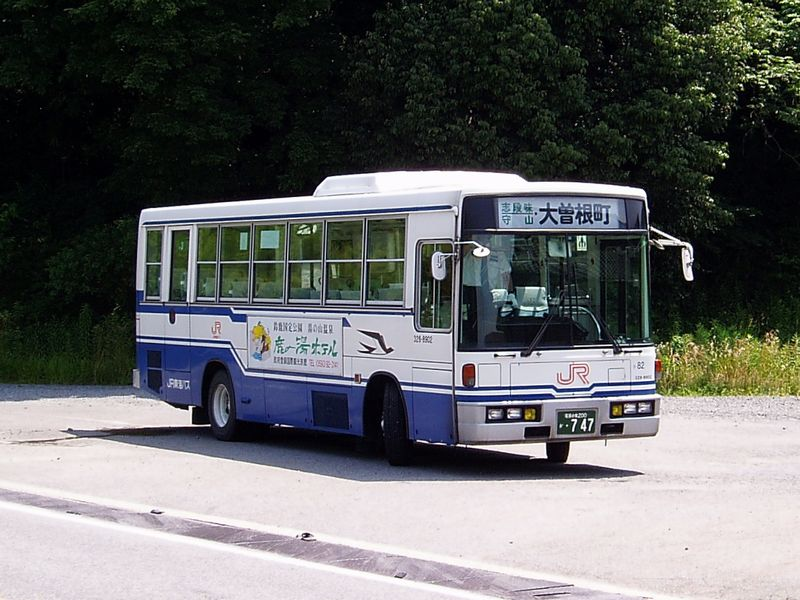
JR Tokai Bus 328-8902
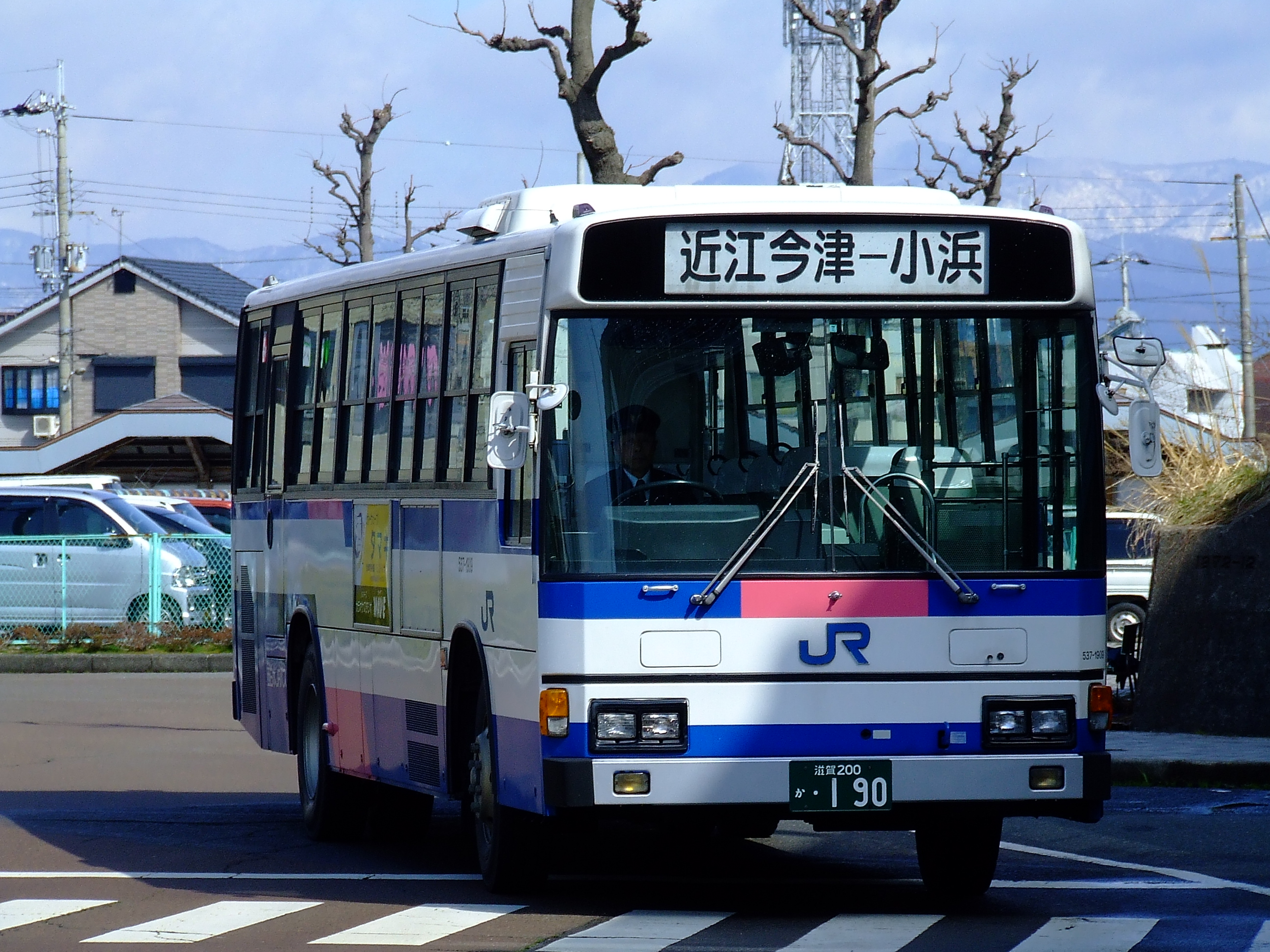
Nishinihon JR Bus 537-1909
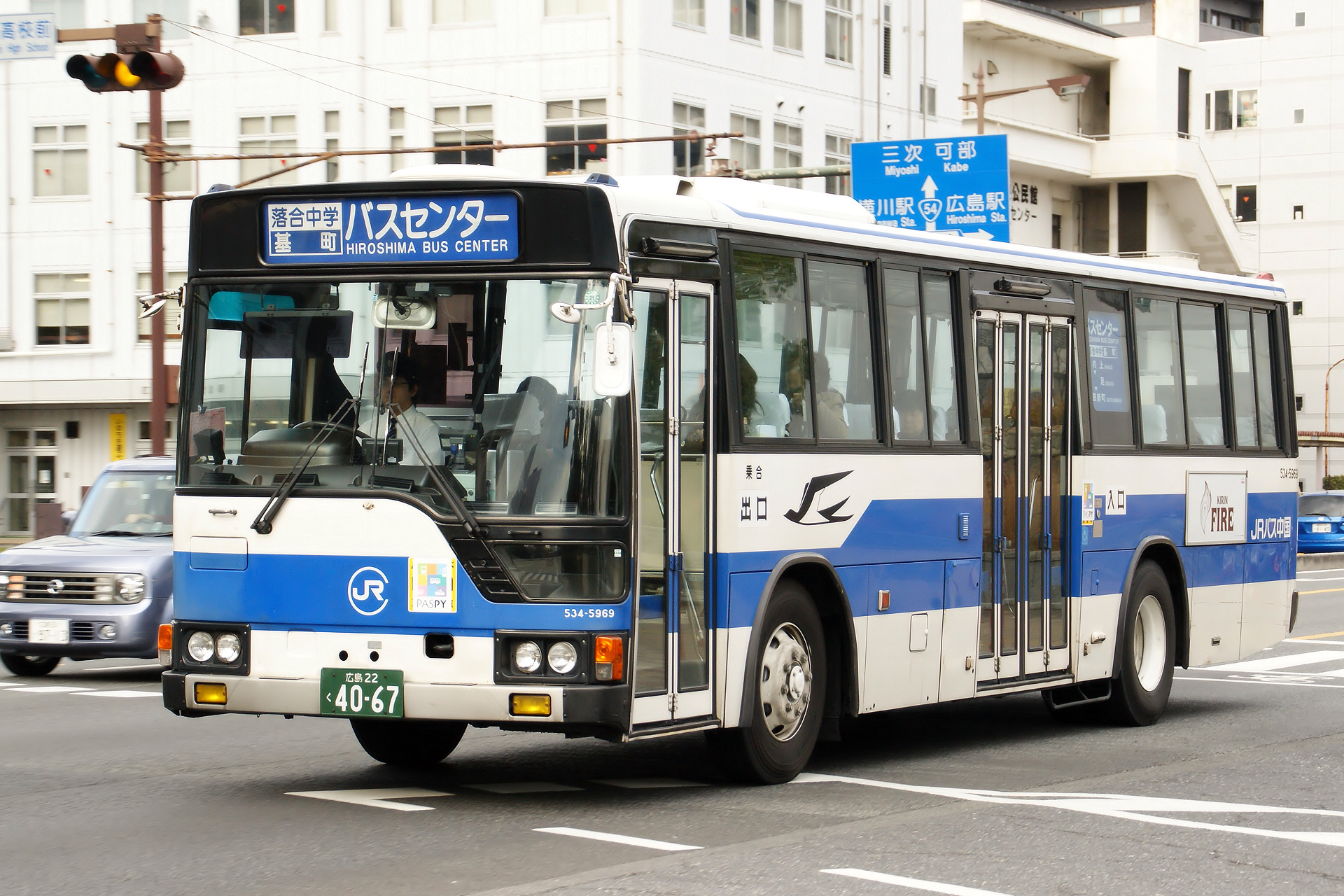
Chugoku JR Bus 534-5969
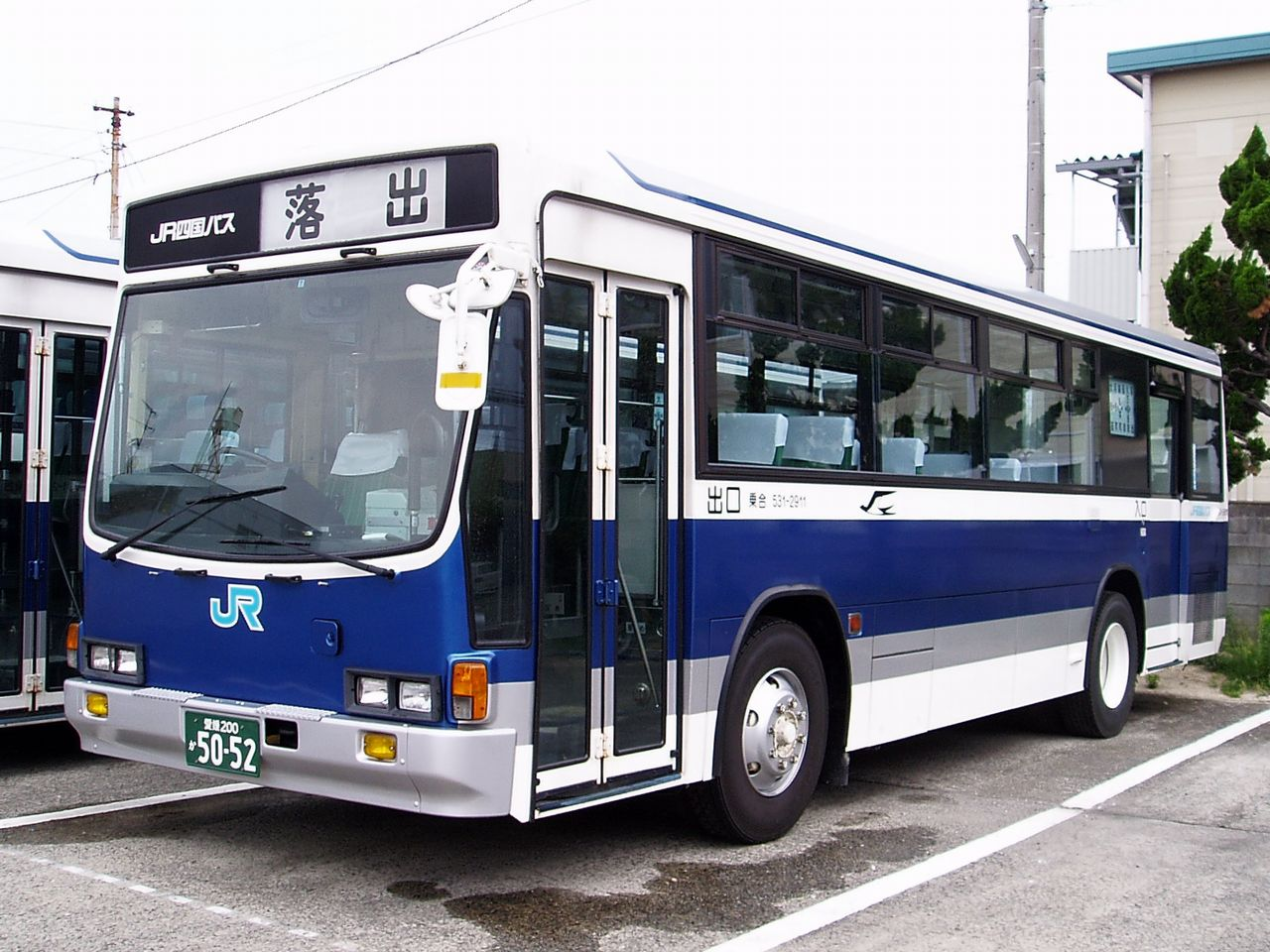
JR Shikoku Bus 531-2911
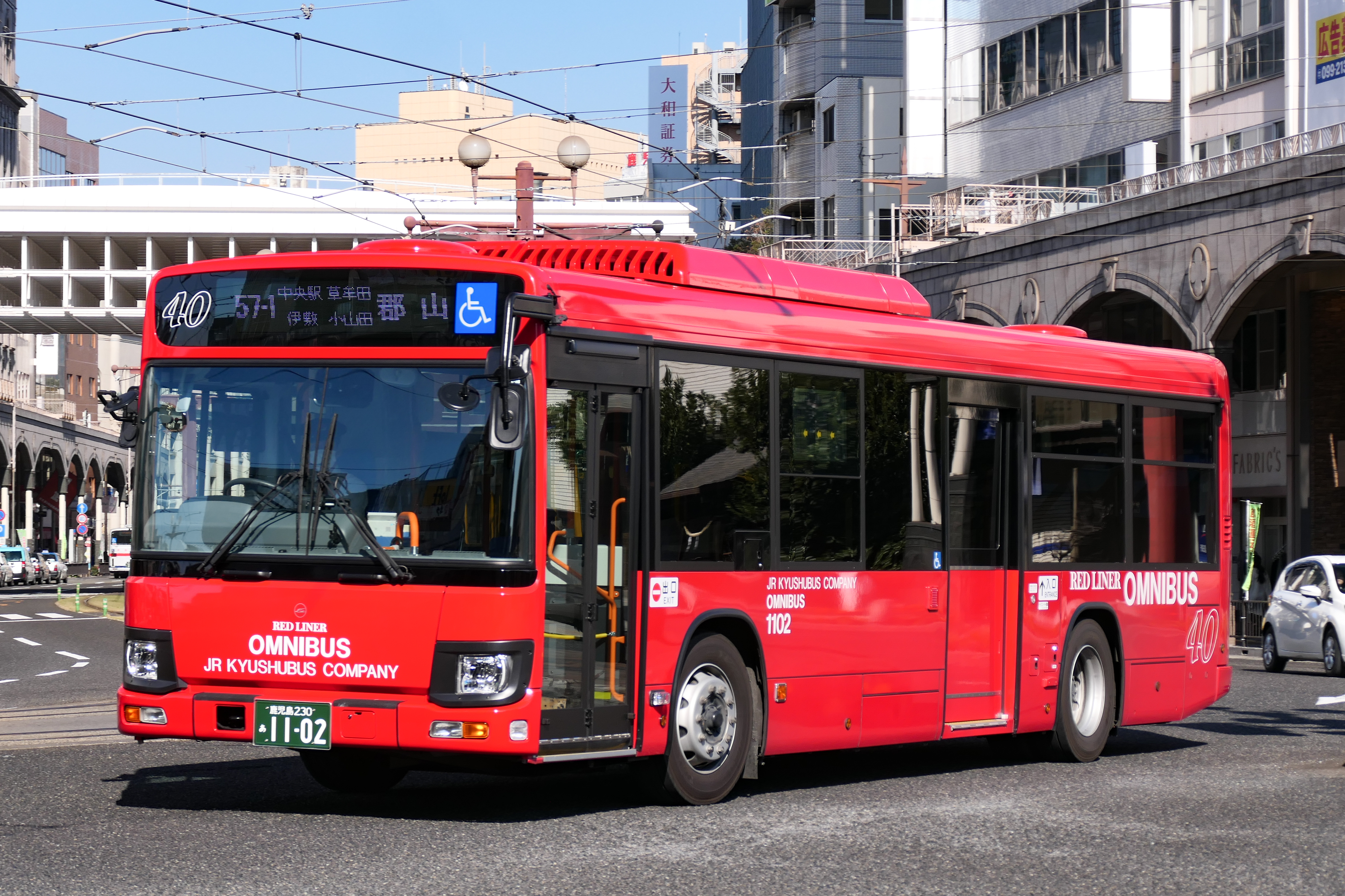
JR Kyushu Bus 521-21602

### Phương tiện chạy tại tuyến đường cao tốc
JR Bus Tohoku, JR Bus Kanto, JR Tokai Bus và Chugoku JR Bus có chung một màu sơn dựa trên màu sơn của JNR Bus.

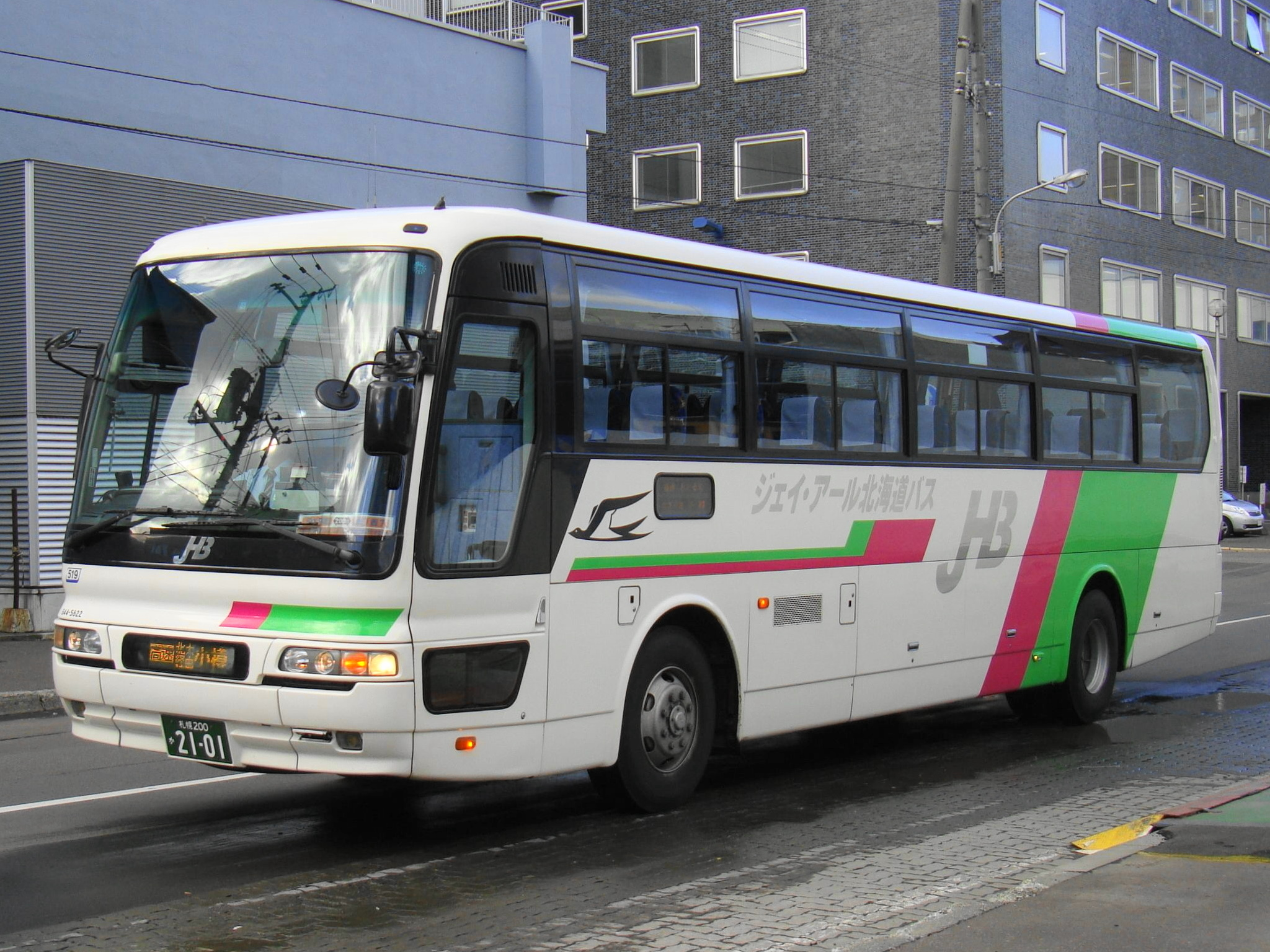
JR Hokkaido Bus 644-5822
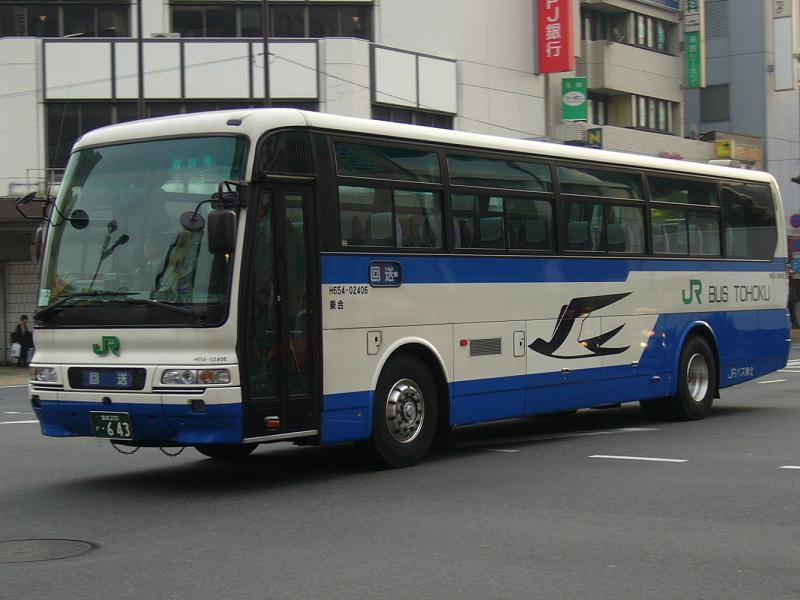
JR Bus Tohoku H654-02406
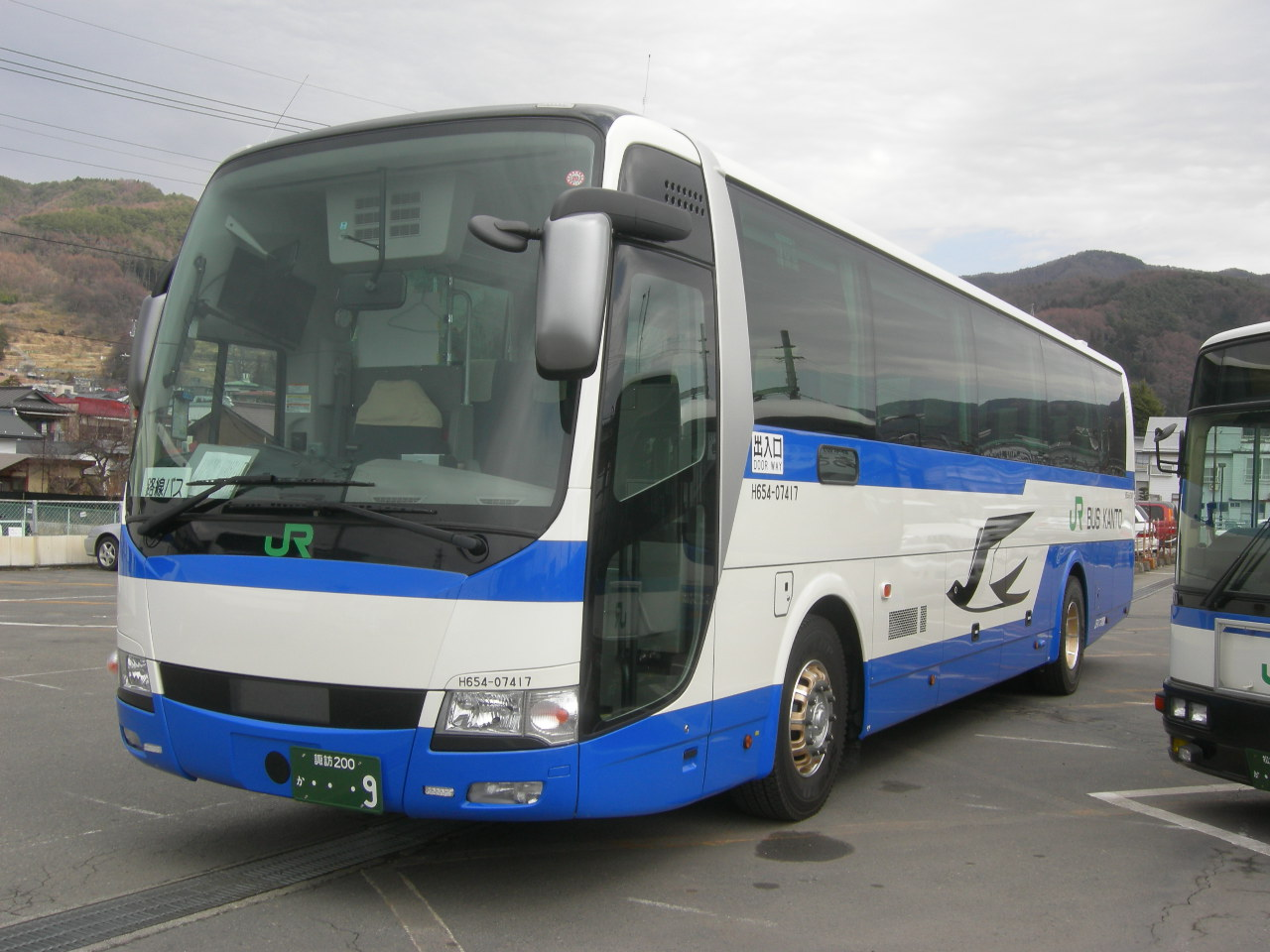
JR Bus Kanto H654-07417
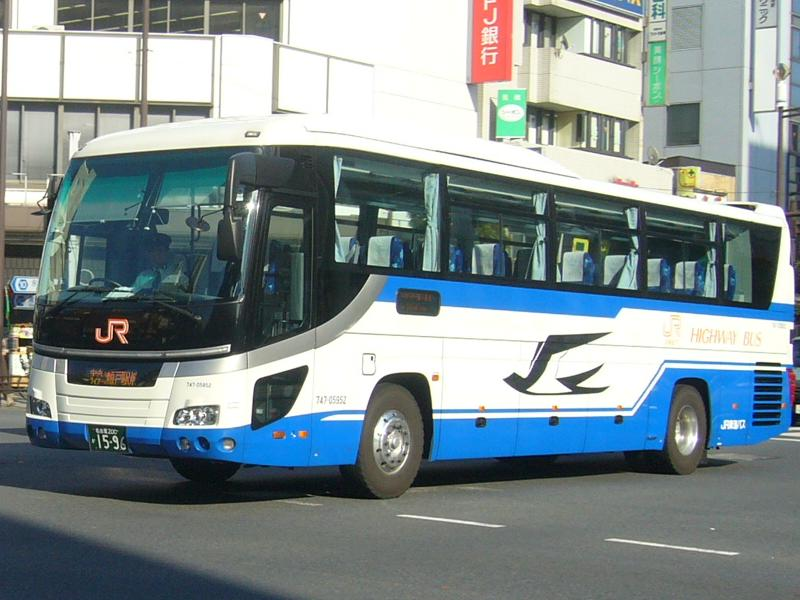
JR Tokai Bus 747-05952
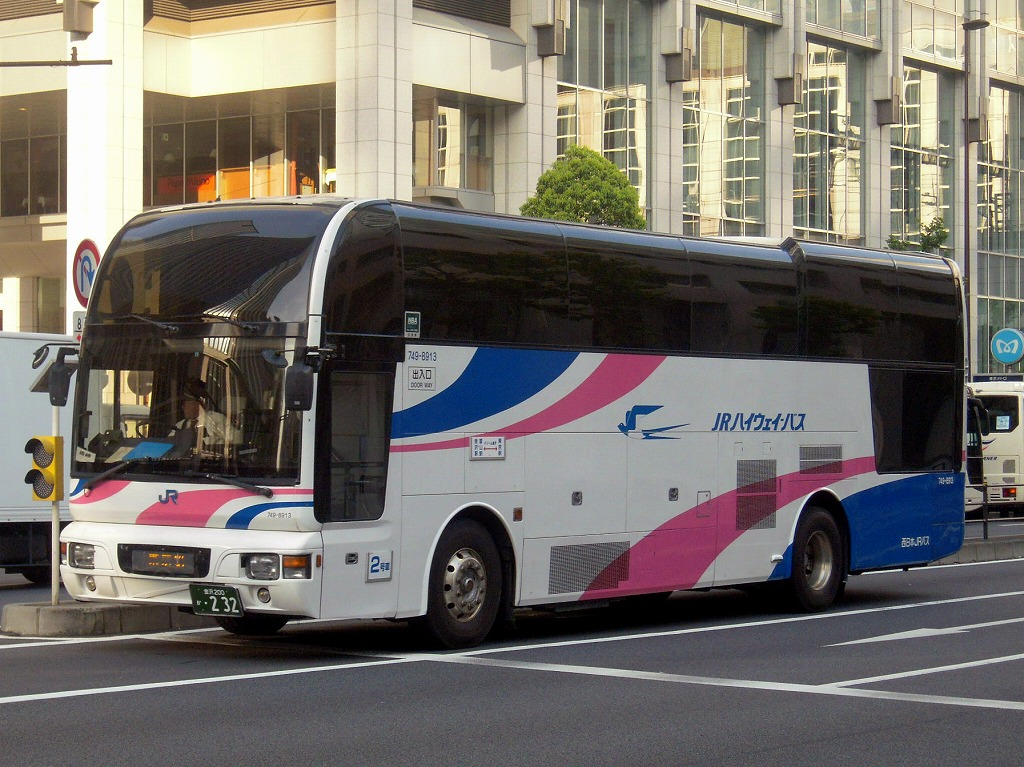
Nishinihon JR Bus 749-8913
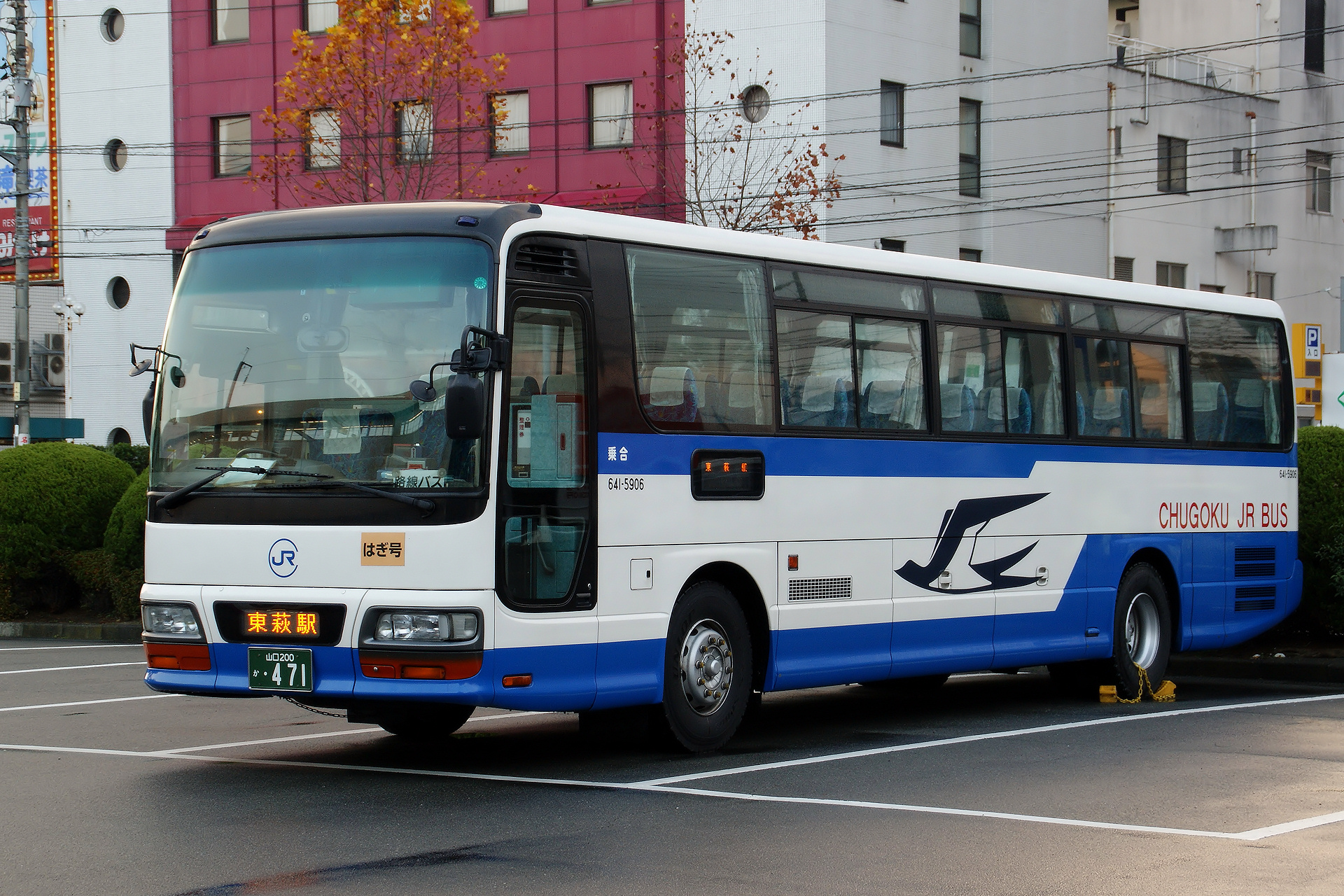
Chugoku JR Bus 641-5906
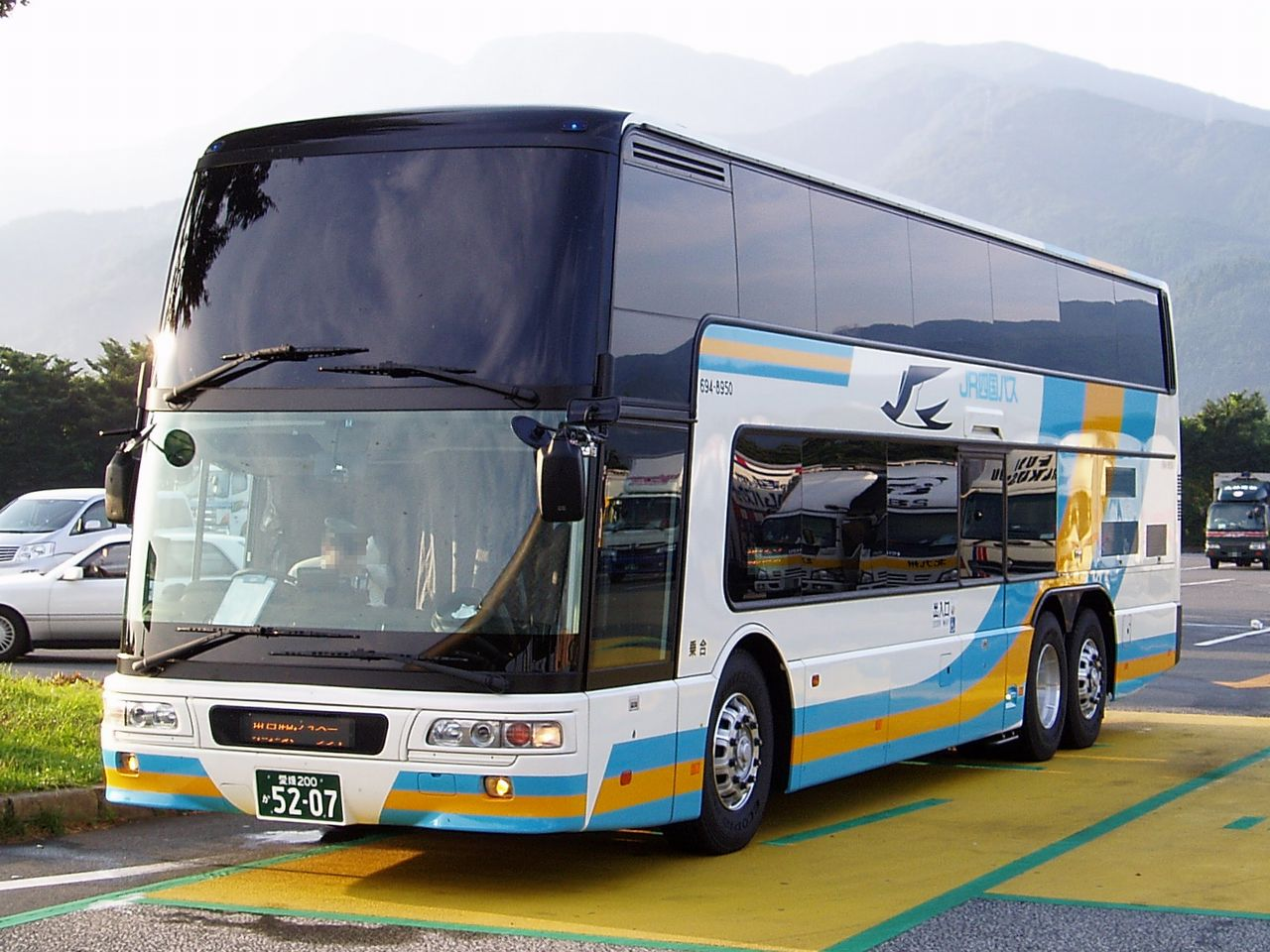
JR Shikoku Bus 694-8950
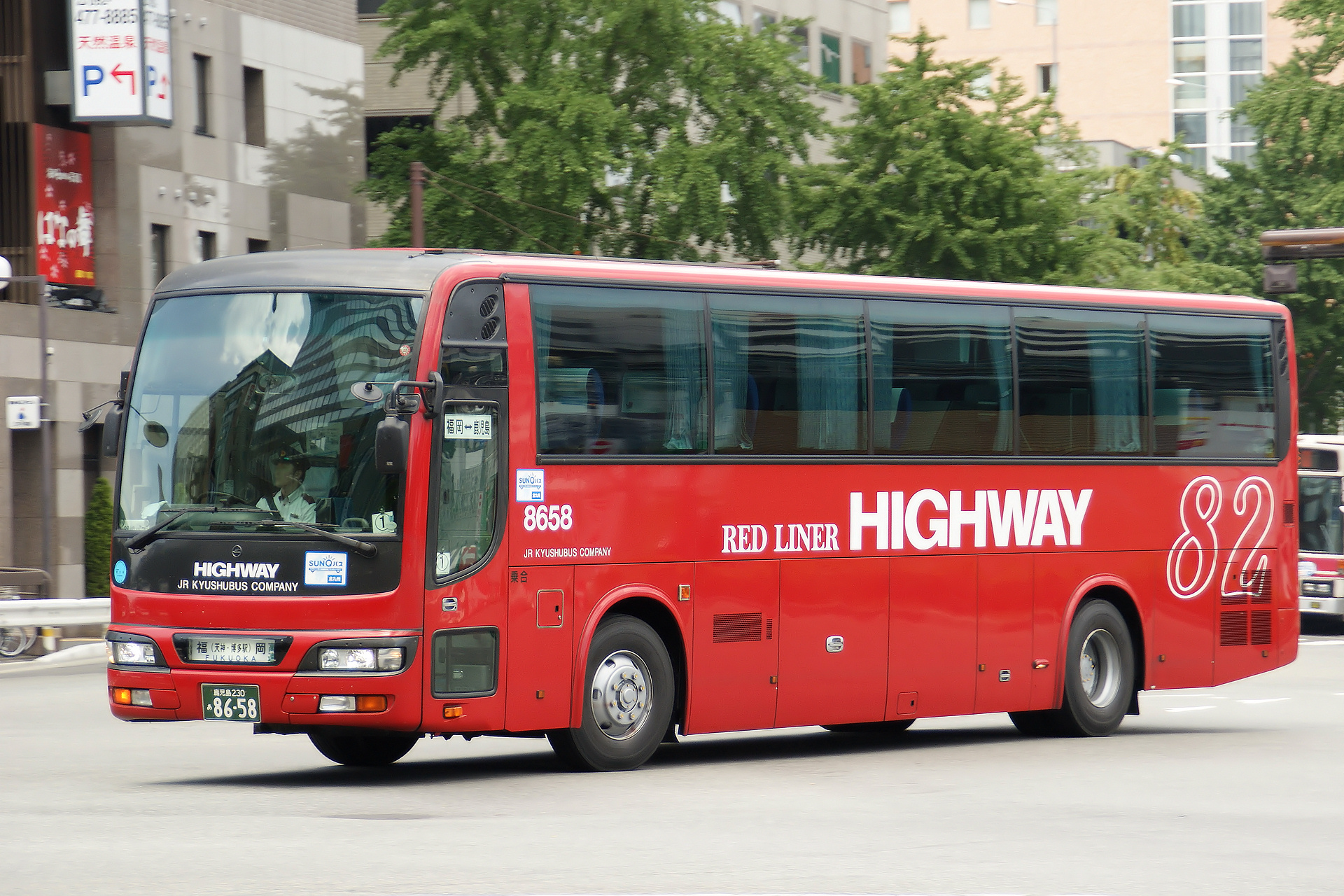
JR Kyushu Bus 748-06558